# Independent Spirit Award du meilleur film
Le Independent Spirit Award du meilleur film est l’un des prix annuels des Film Independent's Spirit Awards.
Dans les listes suivantes, les premiers titres en gras sont les gagnants et les suivants sont les nommés. Il est indiqué ensuite le titre anglophone (si différent du français), la société de production et le réalisateur.